# Jan Elias Nicolaas Sirtema van Grovestins
Jan Elias Nicolaas baron Sirtema van Grovestins (Apeldoorn, 23 januari 1842 – Den Haag, 8 maart 1919) was een Nederlands luitenant-generaal en onder meer Ridder in de Militaire Willems-Orde.

## Familie
Sirtema van Grovestins was een lid van de Nederlandse adellijke familie Sirtema van Grovestins en baron. Hij was grootmeester van het Koninklijk Huis. Hij was een achterkleinzoon van D. baron Sirtema van Grovestins, opperstalmeester aan het Hof van stadhouder Willem IV. Hij trouwde in 1884 met Jeanne Adolphine Louis barones van Hardenbroek (1864-1944) uit welk huwelijk drie kinderen werden geboren.

## Loopbaan

### Vroege loopbaan

Sirtema van Grovestins tijdens de tweede expeditie naar Atjeh

Sirtema van Grovestins volgde de Koninklijke Militaire Academie en werd bij Koninklijk Besluit van 12 juli 1861 nr. 64 benoemd tot tweede luitenant der artillerie bij het derde regiment vestingartillerie. In februari 1862 werd hij in rang en anciënniteit van de depotcompagnie van het derde regiment overgeplaatst bij het regiment rijdende artillerie te Arnhem. In oktober 1865 werd hij bevorderd tot eerste luitenant en in april 1866 benoemd tot lid der Vereniging tot Statistiek in Nederland. In april 1869 werd Sirtema van Grovestins benoemd tot Zr. Ms. ordonnansofficier en in november 1871 bij de grote staf geplaatst. Bij Koninklijk Besluit van 4 juni 1873 nr. 16 werd hij gedetacheerd bij het Indische leger en geplaatst bij de staf van de bevelhebber van de tweede expeditie naar Atjeh, generaal J. van Swieten. Bij Koninklijk Besluit van 6 mei 1874 nr. 24 werd Sirtema van Grovestins bevorderd tot kapitein der tweede klasse. In augustus van dat jaar keerde hij terug naar Nederland en trad hij weer in dienst van de koning als ordonnans. Sirtema van Grovestins werd in september 1874, samen met H. Beyerman, benoemd tot adjudant van prins Alexander en gelijktijdig eervol ontslagen als ordonnansofficier van de koning.
Per Koninklijk Besluit van 6 oktober 1874, nr. 10 werd hij benoemd tot Ridder in de Militaire Willems-Orde vierde klasse. Het ridderkruis werd op 26 december 1874 in Den Haag uitgereikt door generaal-majoor Van der Schrieck. In oktober 1875 kreeg Sirtema van Grovestins toestemming tot het aannemen en dragen van de versierselen van het ridderkruis eerste klasse der Württembergse Kroonorde, hem geschonken door de koning. In januari 1876 kreeg hij vergunning tot het aannemen en dragen van de versierselen van de Leopoldsorde en verkreeg hij het algemene Ereteken voor Belangrijke Krijgsbedrijven; hij was toen werkzaam bij de grote staf.

### Latere loopbaan

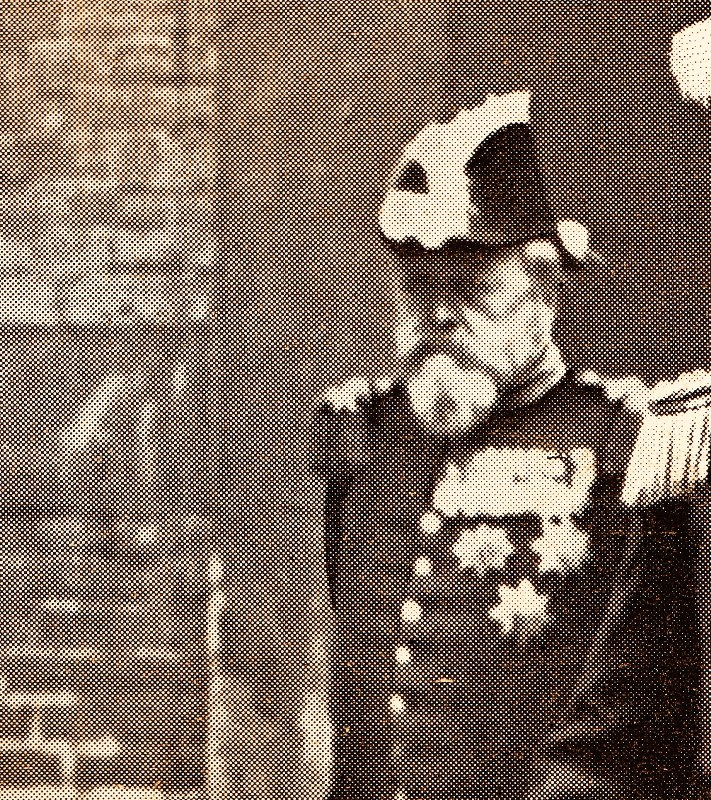
Sirtema van Grovestins tijdens een officiële aangelegenheid

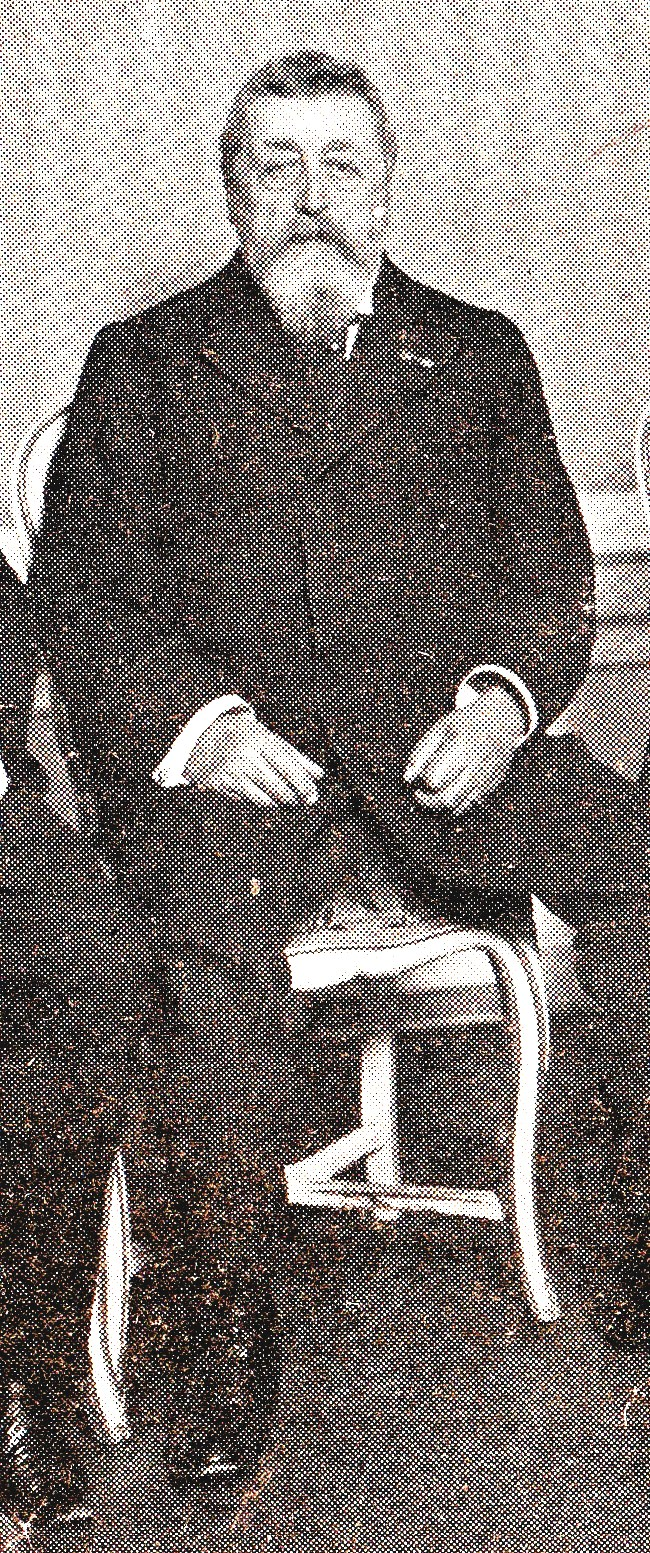
Sirtema van Grovestins in latere tijd

Met ingang van 15 januari 1880 werd Sirtema van Grovestins benoemd tot adjudant in gewone dienst van de koning; in datzelfde jaar vroeg hij eervol ontslag als adjudant van prins Alexander en werd in verband hiermee tijdelijk werkzaam gesteld als kapitein, belast met het materieel der artillerie (tweede regiment). Datzelfde jaar werd hij ook benoemd tot officier in de Orde van de Eikenkroon. In januari 1882 kreeg hij vergunning tot het aannemen en dragen der versierselen van het Militaire Kruis van verdienste. In 1883 was hij tijdelijk adjudant van de Hertog van Albany toen deze in Nederland verbleef. In 1889 werd Sirtema van Grovestins benoemd tot ridder vierde klasse in de Orde van de Gouden Leeuw van Nassau en datzelfde jaar werd hij toegevoegd aan het Koninklijk Huis, dat zich op Het Loo bevond. Van 17 mei tot 17 juni 1890 en van 17 oktober tot 17 november nam hij de dienst bij de koning waar en na het overlijden van de Koning werd hij, samen met generaal jhr. G.M. Verspyck, aangewezen om als afgevaardigde het hof van Rusland in kennis te stellen van het overlijden. Tijdens het plechtige begrafenisceremonieel kreeg Sirtema van Grovestins de taak de orde en regeling der plechtigheid aan het station van de staatsspoorweg en de orde van de aldaar te vormen stoet opgedragen. In januari 1891 werd hij benoemd tot Ridder in de Orde van de Nederlandse Leeuw, aangesteld als adjudant van koningin Wilhelmina en verkreeg hij vergunning tot het aannemen en dragen der versierselen van Ridder tweede klasse in de Orde van Sint-Anna. Hij verkreeg dat jaar ook toestemming tot het aannemen en dragen der versierselen der Ridder vierde klasse in de Orde van de Rode Adelaar en werd in november bevorderd tot majoor.
In zijn functie als adjudant vergezelde Sirtema van Grovestins de koningin en de koningin-regentes op diverse bezoeken in het land, in 1892 onder meer naar Groningen. In 1894 was hij lid van een centrale commissie met als voorzitter generaal T.J.A. van Zijll de Jong en met als overige leden onder anderen I.D. Fransen van de Putte, G. de Wijs (thesaurier en secretaris) en A.C. Wertheim, die zich onder meer ten doel stelde fondsen te verzamelen voor de nagelaten betrekkingen van land- en zeemachtmilitairen die in of als gevolg van de strijd voor het vaderland het leven gelaten hadden. De bedoeling van dit fonds was om daarnaast nauwe betrekkingen aan te knopen met de diverse Lombokfondsen. Datzelfde jaar kreeg hij vergunning tot het aannemen en dragen der versierselen van commandeur in de Orde van de Waakzaamheid. In augustus 1895 werd hij tot luitenant-kolonel bevorderd en vergezelde hij, samen met onder anderen eerste luitenant R.J. graaf Schimmelpenninck en hofmaarschalk H.A. baron Clifford, de koningin en de koningin-regentes op een reis naar Engeland. Hij kreeg in oktober van dat jaar toestemming tot het aannemen en dragen der versierselen van het ordeteken commandeur der tweede klasse van de Frederiks-Orde. In oktober 1898 werd hij bevorderd tot kolonel bij de grote staf in Den Haag en werd hij benoemd tot Commandeur met de grote ster in de Orde van de Witte Valk. Toen hofmaarschalk Clifford in 1898 ziek was, nam Sirtema van Grovestin diens functie tijdelijk waar. In december 1899 vroeg hij zijn ontslag aan uit de militaire dienst en werd op 15 december van datzelfde jaar benoemd tot Grootmeester van het Koninklijk Huis.

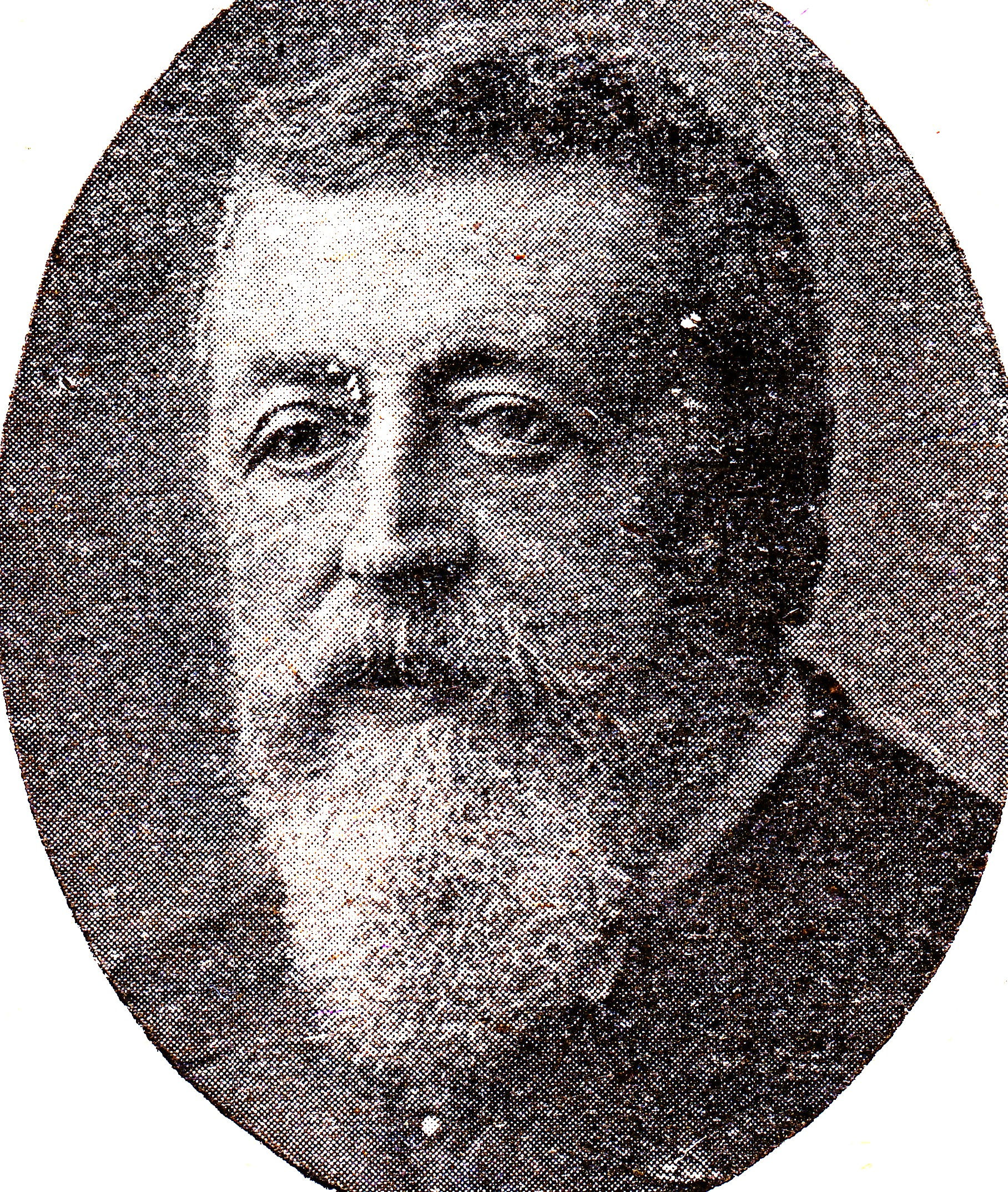
Sirtema van Grovestins op oudere leeftijd

In 1900 was Sirtema van Grovestins lid van de Nederlandse missie bij de begrafenisplechtigheden van koning Humbert; hem werd aldaar door Zr. Ms. Koning Victor Emmanuel het grootkruis der Orde van Sint-Mauritius en Sint-Lazarus verleend. Datzelfde jaar werd hij benoemd tot adjudant in buitengewone dienst van de koningin en kreeg hij toestemming tot het aannemen en dragen der versierselen van ridder eerste klasse in de Orde van de Leeuw en de Zon. Het jaar daarop kreeg hij toestemming tot het aannemen en dragen van de ordetekenen van ridder eerste klasse van de Kroonorde van Pruisen en het grootkruis in de Orde van de Griffioen. Hij vertegenwoordigde het jaar daarop de koningin bij de kroning van de koning van Engeland. Ter gelegenheid daarvan kreeg hij vergunning tot het aannemen der herinneringsmedaille van die gebeurtenis. In april 1903 kreeg Sirtema van Grovestins de rang van generaal-majoor; in september 1907 werd hem het Grootkruis in de Huisorde van Oranje verleend en werd hij herkozen als bestuurslid van de Nederlandse Adelsvereniging. Het jaar daarop kreeg hij vergunning tot het dragen der versierselen behorende bij het ridderschap eerste klasse der Orde van de Rode Adelaar en van Grootofficier in het Legioen van Eer; hij werd dat jaar tevens bevorderd tot luitenant-generaal.
In 1910 werd Sirtema van Grovestins benoemd tot lid van het bestuur van de vereniging voor ridders in de Militaire Willems-Orde Moed, Beleid en Trouw. In 1911 vertegenwoordigde hij de koningin in Italië ter gelegenheid van het halve-eeuwfeest van de eenheid aldaar; hij werd tijdens zijn reis vergezeld door kamerheer van de koningin F.M.L. baron Van Geen. Dat jaar kreeg hij ook vergunning tot het aannemen en dragen der versierselen van het Grootkruis in de Orde van de Kroon van België. Sirtsema van Grovestins vierde in 1912 zijn 70ste verjaardag en werd gelukgewenst door de kamerheer van de koningin, Van Geen en de adjudant van Prins Hendrik, majoor jhr. C.L. van Suchtelen van de Haare. In 1915 werd Sirtema van Grovestins, als opvolger van de overleden jhr. J.C.C. den Beer Poortugael, gekozen tot erevoorzitter van de Nationale Vereniging tot Steun aan Miliciens. in deze jaren was hij tevens lid van het hoofdbestuur van de Vereniging van Leden der Nederlandse Ridderorden. Sirtema van Grovestins overleed in de leeftijd van 77 jaar te Den Haag; dat jaar was hij nog benoemd tot Grootofficier van het Koninklijk Huis. Hij werd begraven op Oud Eik en Duinen.